# 4-fenyl-1,2,4-triazol-3,5-dion
4-Fenyl-1,2,4-triazolin-3,5-dion je azodikarbonylová organická sloučenina. Jde o jeden z nejsilnějších dienofilů, který prudce reaguje s dieny a má tak využití v Dielsových-Alderových reakcích. Tato látka byla například v roce 1973 použita na první přípravu prismanu.

## Příprava

Tuto sloučeninu poprvé připravili v roce Johannes Thiele a Otto Stange; oxidací 4-fenylurazolu oxidem olovičitým v kyselině sírové se vytvářelo malé množství 4-fenyl-1,2,4-triazol-3,5-dionu.
Prakticky využitelná příprava byla popsána v roce 1971. V tomto postupu se jako první krok používá reakce hydrazinu s diethylkarbonátem. Vzniklý produkt následně reaguje s fenylizokyanátem na 4-fenyl-1-karbethoxysemikarbazid (4), který se za přítomnosti zásady cyklizuje na 4-fenylurazol (5), oxidací terc-butylesterem kyseliny chlorné se poté vytvoří konečný produkt (6).